# Prosoplus pullatus
Prosoplus pullatus är en skalbaggsart som först beskrevs av Francis Polkinghorne Pascoe 1859.  Prosoplus pullatus ingår i släktet Prosoplus och familjen långhorningar. Inga underarter finns listade i Catalogue of Life.